# NGC 810/1
NGC 810/1 је елиптична галаксија у сазвежђу Ован која се налази на NGC листи објеката дубоког неба.
Деклинација објекта је + 13° 15' 4" а ректасцензија 2h 5m 28,6s. Привидна величина (магнитуда) објекта NGC 810 износи 13,9 а фотографска магнитуда 14,9. NGC 8101 је још познат и под ознакама UGC 1583, MCG 2-6-26, CGCG 438-24, PGC 7965.